# رافاييل بيرج
رافاييل بيرج (الإسبانية: Rafael Berges)؛ (21 يناير 1971 — ) هو لاعب كرة قدم، ومدرب كرة قدم، من مواليد مدينة قرطبة، لعب في مركز مدافع.

## وصلات خارجية
- رافاييل بيرج على موقع الاتحاد الدولي (مؤرشف)  (الإنجليزية)
- رافاييل بيرج على موقع قاعدة بيانات كرة القدم.إي يو (الإنجليزية)
- رافاييل بيرج على موقع أوليمبيديا (الإنجليزية)